# Acasă Gold
Acasă GoldはルーマニアのPro TV SRL傘下に置くルーマニアのテレビチャンネル。